# 발렌사 (바이아주)

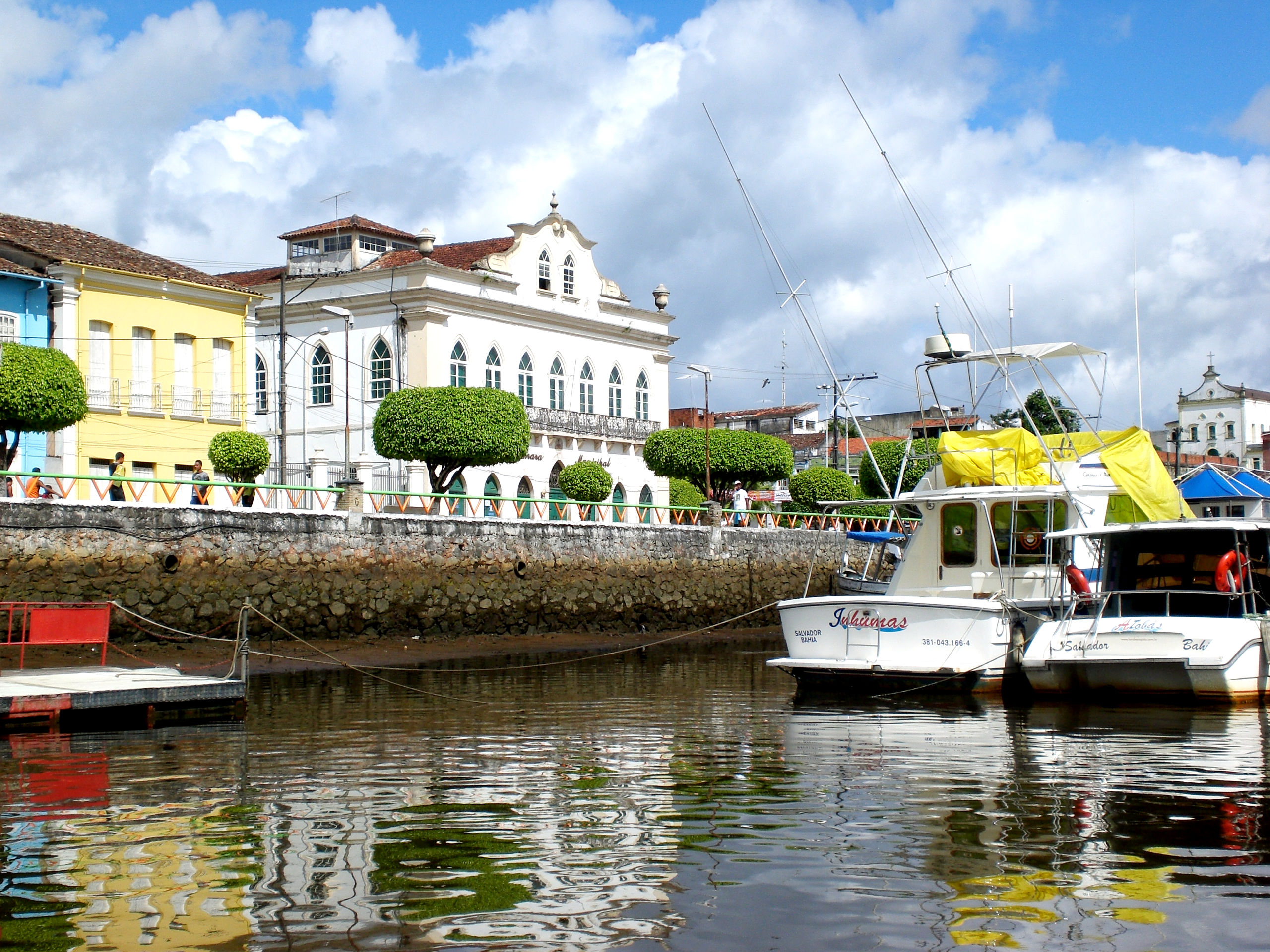

발렌사(포르투갈어: Valença)는 브라질 바이아주의 도시로 면적은 1,190.381km2, 높이는 39m, 인구는 89,597명(2009년 기준), 인구 밀도는 75명/km2이다.